# Дени Роуз
Данијел Ли Роуз (енгл. Daniel Lee Rose; Донкастер, 2. јул 1990) енглески је фудбалер који игра на позицији левог бека и тренутно наступа за Вотфорд